# Syzygium dubium
Syzygium dubium är en myrtenväxtart som först beskrevs av Lily May Perry, och fick sitt nu gällande namn av Albert Charles Smith. Syzygium dubium ingår i släktet Syzygium och familjen myrtenväxter. Inga underarter finns listade i Catalogue of Life.